# Josu Iriondo
Josu Iriondo Zabaleta, C.R.L (Legazpia, Guipúzcoa, 19 de diciembre de 1938) es un sacerdote de la congregación de Canónigos Regulares de Letrán perteneciente a la orden de Canónigos regulares de san Agustín que es obispo auxiliar emérito de Nueva York y obispo titular de Alton.
Con 12 años ingresó en el seminario menor de la congregación de Canónigos Regulares de Letrán y estudiando posteriormente en la Pontificia Universidad Gregoriana, siendo oredenado sacerdote en 1962 por Jaime Font y Andreu, Diócesis de San Sebastián. En 1968, viajó a Estados Unidos con una invitación que la Arquidiócesis de Nueva York hizo a sacerdotes españoles. Allí fue párroco de diversas parroquias. En 2001, el papa Juan Pablo II lo nombró obispo auxiliar de Nueva York y obispo titular de Alton. En 2014, el papa Francisco aceptó su renuncia por edad.